# Hundemarke

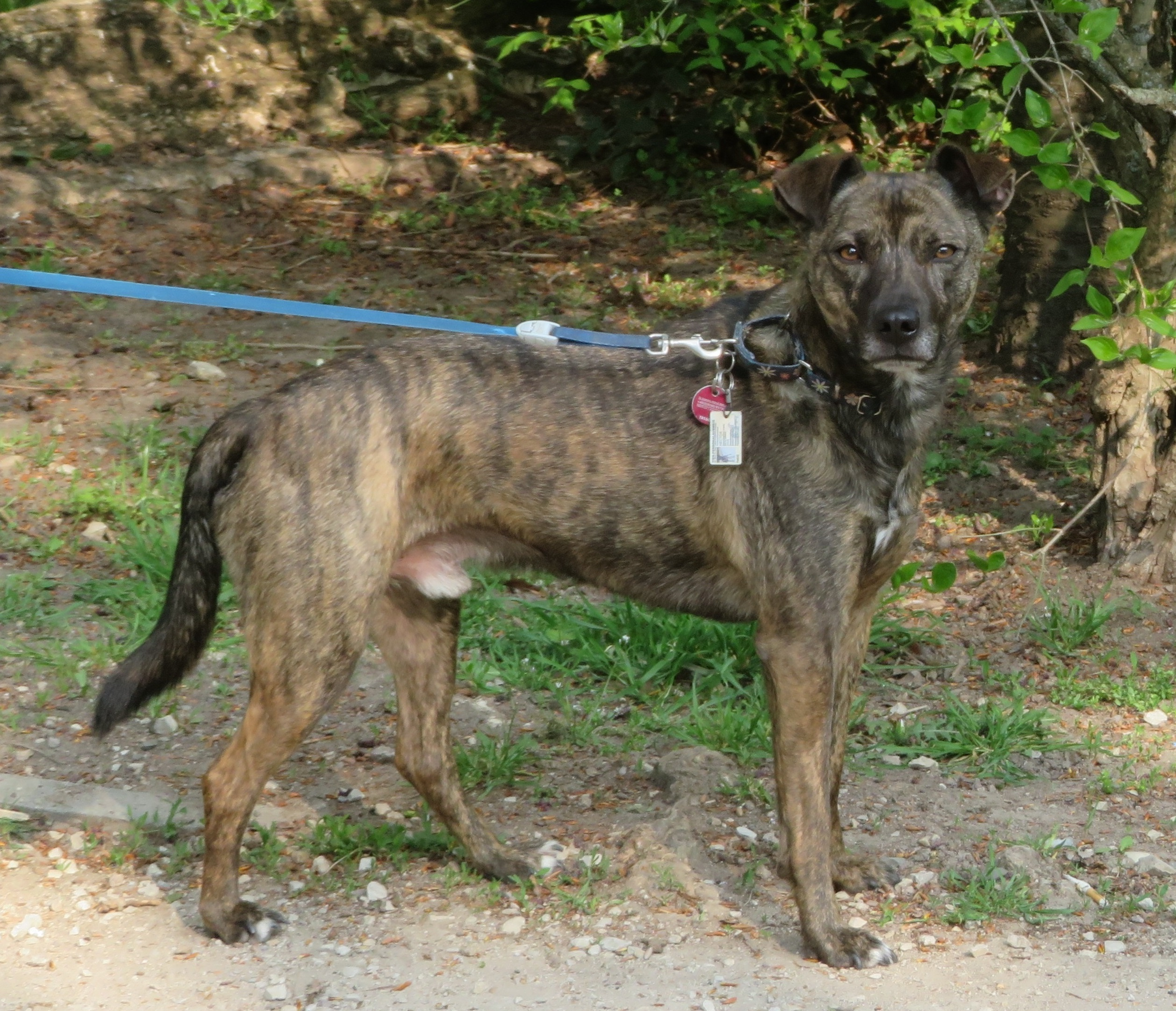
Hund mit Hundemarke

Hundemarke oder Hundesteuermarke bezeichnet eine üblicherweise aus Metall gefertigte Marke zur Kennzeichnung von Haushunden. Es gibt diese Marken je nach Region im Wesentlichen in zwei Varianten: 
- Entweder wird mit dieser Marke der Nachweis geführt, dass für den betreffenden Hund die Hundesteuer bezahlt wurde. In vielen Städten und Gemeinden ist das Anbringen der Marke am Halsband des Hundes Pflicht.
- Oder diese Marke dient als Identitätsmarke. Sie ist teilweise (insbesondere in Österreich und der Schweiz) durch entsprechende gesetzliche Regelungen vorgeschrieben, viele Hundebesitzer bringen jedoch auch freiwillig, ohne öffentliche Verpflichtung eine entsprechende Marke mit ihrer Telefonnummer oder Adresse am Halsband an, damit ein entlaufenes oder tot aufgefundenes Tier seinem Eigentümer zugeordnet werden kann. Neben der klassischen Marke aus Blech sind hierfür auch aufschraubbare Kapseln oder ähnliche kleine Behälter verbreitet, in denen ein entsprechender Zettel untergebracht ist.

In der Soldatensprache wird der Begriff Hundemarke (englisch dog tag) als Bezeichnung für die Erkennungsmarke verwendet.

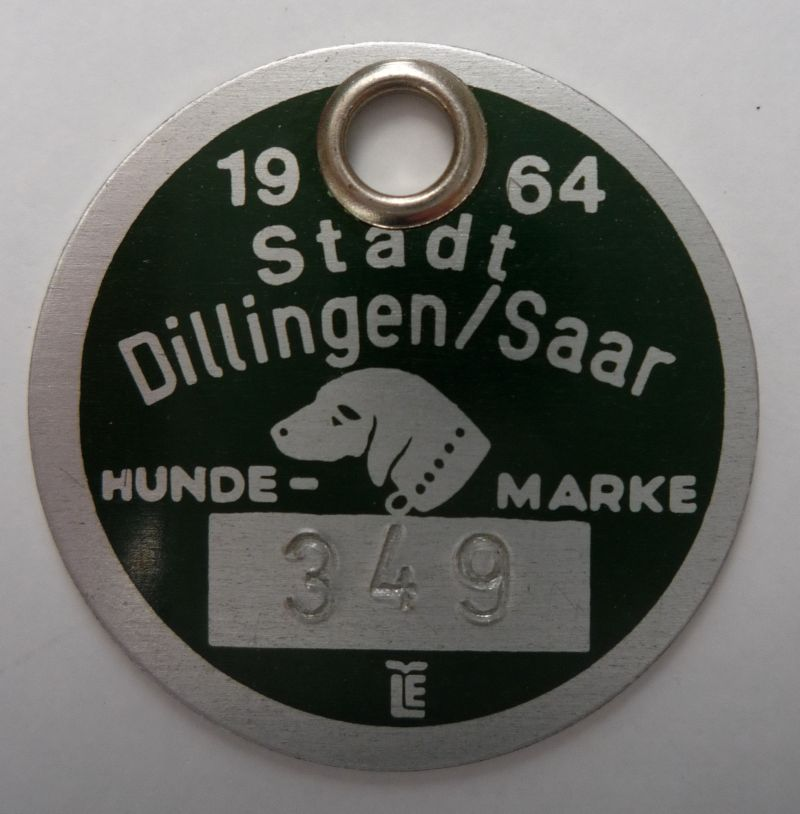
Hundemarke der Stadt Dillingen/Saar, 1964
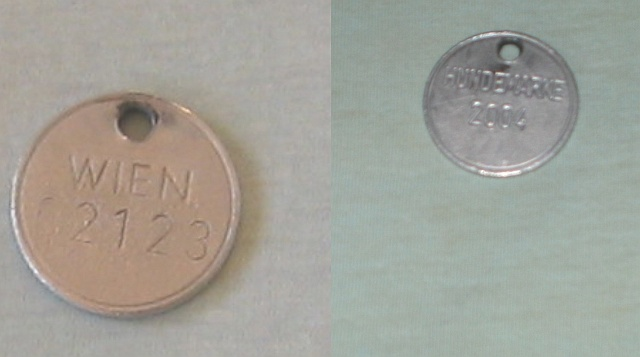
Hundemarke in Wien, 2004
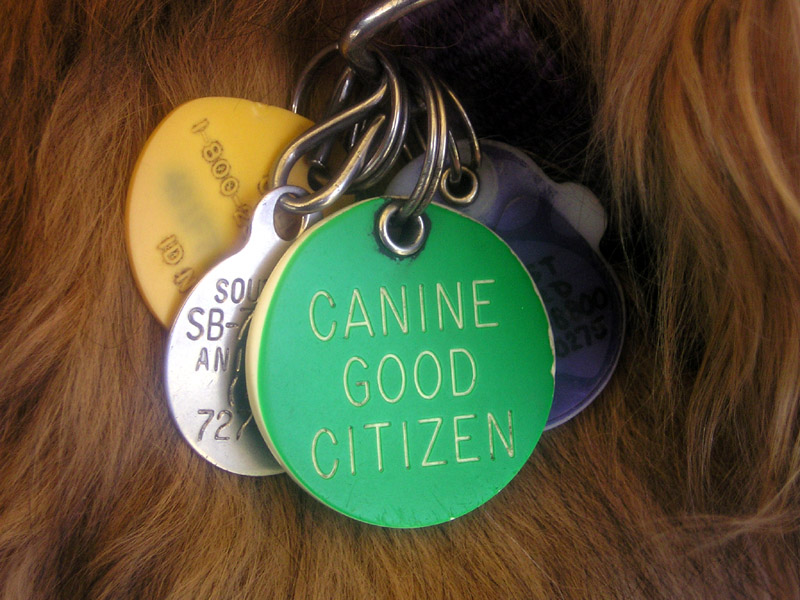
US-amerikanische Hundemarken
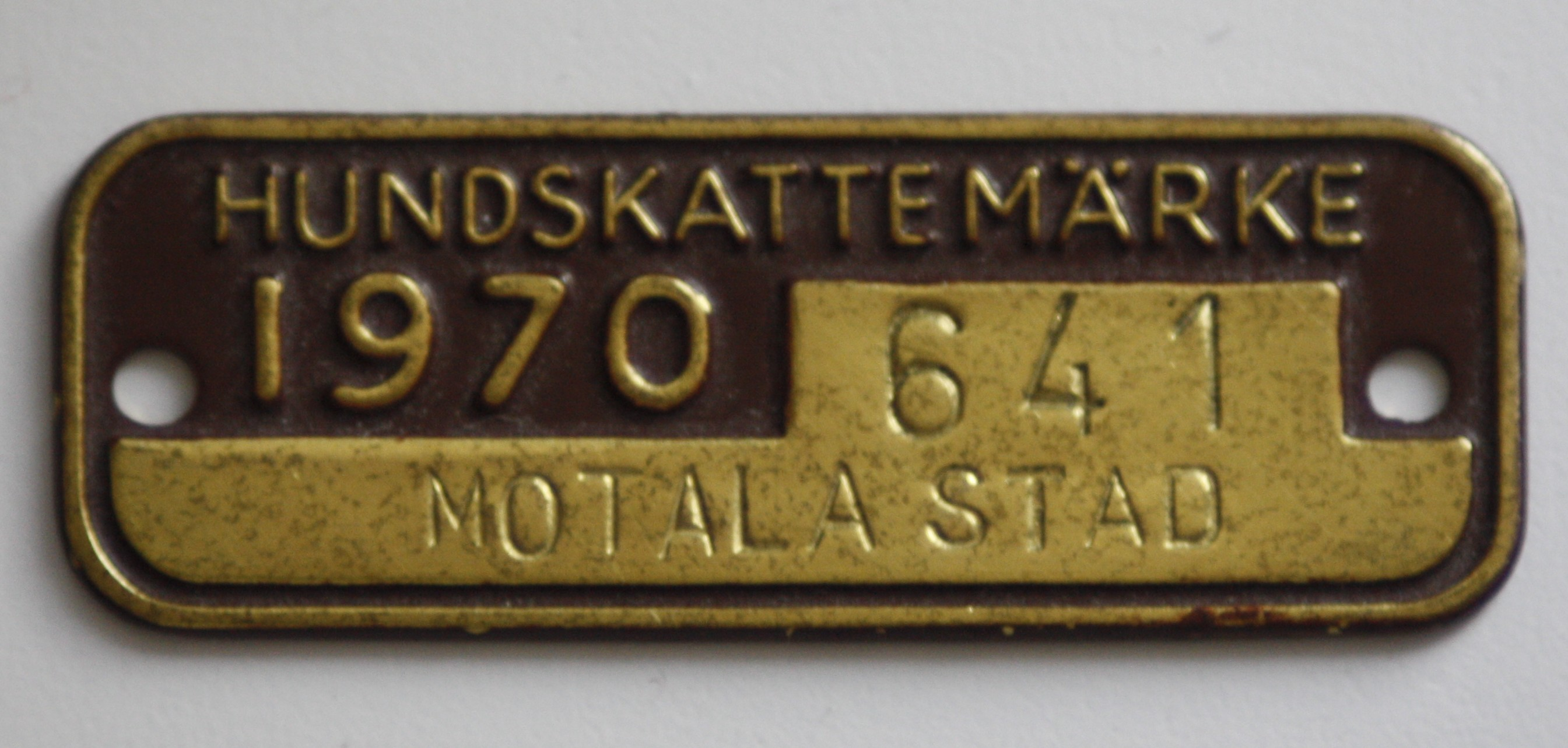
Schwedische Hundemarke, 1970